# Another Gay Movie
Another Gay Movie (tj. Další teplý film) je americký hraný film z roku 2006, který režíroval Todd Stephens podle vlastního scénáře. Film je homosexuální parodií na americké komedie ze středoškolského prostředí typu Prci, prci, prcičky. Snímek byl v ČR uveden v roce 2007 na filmovém festivalu Mezipatra a v roce 2008 vyšel na DVD.

## Děj
Spolužáci ze střední školy Andy, Nico, Jarod a Griff, kteří jsou gayové, uzavřou dohodu, že ještě před koncem školního roku přijdou o panictví. Při svém snažení, při kterém jim radí drsná lesba Muffler, se propadají do více či méně trapných situací. Nakonec každý z nich najde svého partnera.

## Obsazení
| Michael Carbonaro | Andy Wilson |
| Jonah Blechman    | Nico        |
| Jonathan Chase    | Jarod       |
| Mitch Morris      | Griff       |
| Scott Thompson    | pan Wilson  |
| Graham Norton     | pan Puckov  |
| Ashlie Atkinson   | Muffler     |

## Paralely k filmům
Film obsahuje množství scén odkazující nejen na filmy ze středoškolského prostředí, ale i na snímky jako Klub zlomených srdcí nebo seriál Queer as Folk. Mnoho scén bylo inspirováno filmem Prci, prci, prcičky, jako když je hlavní hrdina přistižen svými rodiči při masturbaci, party, které pořádá místní macho (zde v podání lesby), nebo scéna s jablečným koláčem, který je zde vyměněn za quiche lorraine.
Zřetelný odkaz je na film Edge of Seventeen ve scéně, kdy Nico věší v obchodě s DVD, ve kterém pracuje jeho matka, plakát k tomuto filmu. Nico představuje od počátku pestře oblečenou postavu – v Edge of Seventeen se v ní hlavní hrdina mění během svého coming outu. Stejně tak i Nicova matka je podobně učesaná a oblečená (zelený pracovní oděv s vizitkou) a když pak doma hraje na klavír a Nico se před ní vyoutuje, je reminiscence k Edge of Seventeen přesná, s tím rozdílem, že matka v Edge of Seventeen se rozpláče, zatímco v Another Gay Movie se začne smát.